# Енугу (штат)
Енугу (англ. Enugu State) — штат у південній Нігерії. Адміністративний центр штату — місто Енугу (що означає «вершина пагорба»), від нього штат і отримав свою назву.

## Історія
Перші європейські поселенці прибули в Енугу в 1909 році. Партія під командуванням інженера Альберта Ернеста Кітсона шукала срібло, однак замість цього знайшла запаси вугілля на хребті Уді. Губернатор Нігерії, Фредерік Лугард, зацікавився знахідкою, і в 1914 році перша партія вугілля була відправлена до Великої Британії. Розмах видобутку збільшувався, що призвело до утворення міст, що мають космополітичний характер. В Енугу була проведена залізниця. У 1917 році Енугу отримав статус міста, і фактично став найважливішим містом Східної Нігерії. Після здобуття незалежності Нігерія була розділена на три області, і Енугу став адміністративним центром однієї з них, Східної. Деякий час він також був столицею Біафри. У 1967 році була проведена реформа адміністративно-територіального поділу Нігерії, за якою країну розділили на 12 штатів. Енугу залишався адміністративним центром Східно-Центрального штату, потім штату Анамбра, і в 1991 році став адміністративним центром штату Енугу.
Штат Енугу був утворений 27 серпня 1991 року, відокремившись від штату Анамбра.

## Адміністративно-територіальний поділ
Штат розділений на 17 територій місцевого адміністративного управління.

- Aninri
- Awgu
- Enugu East
- Enugu North
- Enugu South
- Ezeagu
- Igbo Etiti
- Igbo Eze North
- Igbo Eze South
- Isi Uzo
- Nkanu East
- Nkanu West
- Nsukka
- Oji River
- Udenu
- Udi
- Uzo Uwani